# Valtimo
Valtimo este o fostă comună din Finlanda.